# 朝客伍公祠
首届高要县人民政府成立大会旧址，即朝客伍公祠，位于中国广东省肇庆市高要市活道镇鳌头村立本楼。2005年8月9日，列入高要市文物保护单位。